# Postzegelontwerper
Een postzegelontwerper is iemand die het ontwerp van een of meer postzegels heeft gemaakt. Veel postzegelontwerpers zijn architect, graficus of beeldend kunstenaar die ook zijn uitgenodigd om een of meer postzegels te ontwerpen. Anderen zijn bekend van een hele reeks ontwerpen, zoals Sem Hartz.